# 大籽蒿
大籽蒿（学名：Artemisia sieversiana）为菊科蒿属的植物。分布于日本、巴基斯坦、蒙古、俄罗斯、朝鲜、印度、克什米尔、阿富汗、宽以及中国大陆的西藏、江苏、黑龙江、陕西、新疆、四川、青海、甘肃、山西、吉林、辽宁、宁夏、河北、云南、贵州、山东、内蒙古等地，生长于海拔500米至2,200米的地区，常生长在草原、河漫、路旁、荒地、局部地区成片生长、为植物群落的建军群种、干山坡、林缘等、森林草原以及优势种，目前尚未由人工引种栽培。

## 别名
山艾（山西），白蒿（河北、甘肃），大白蒿、臭蒿子（甘肃），大头蒿、苦蒿（新疆），“额尔木”、“埃勒姆-察乌尔”（蒙语名），“肯甲”（藏语名）

## 异名
- Artemisia sieversiana Ehrhart ex Willd. f. macrocephala Pamp.